# マオカラースーツ

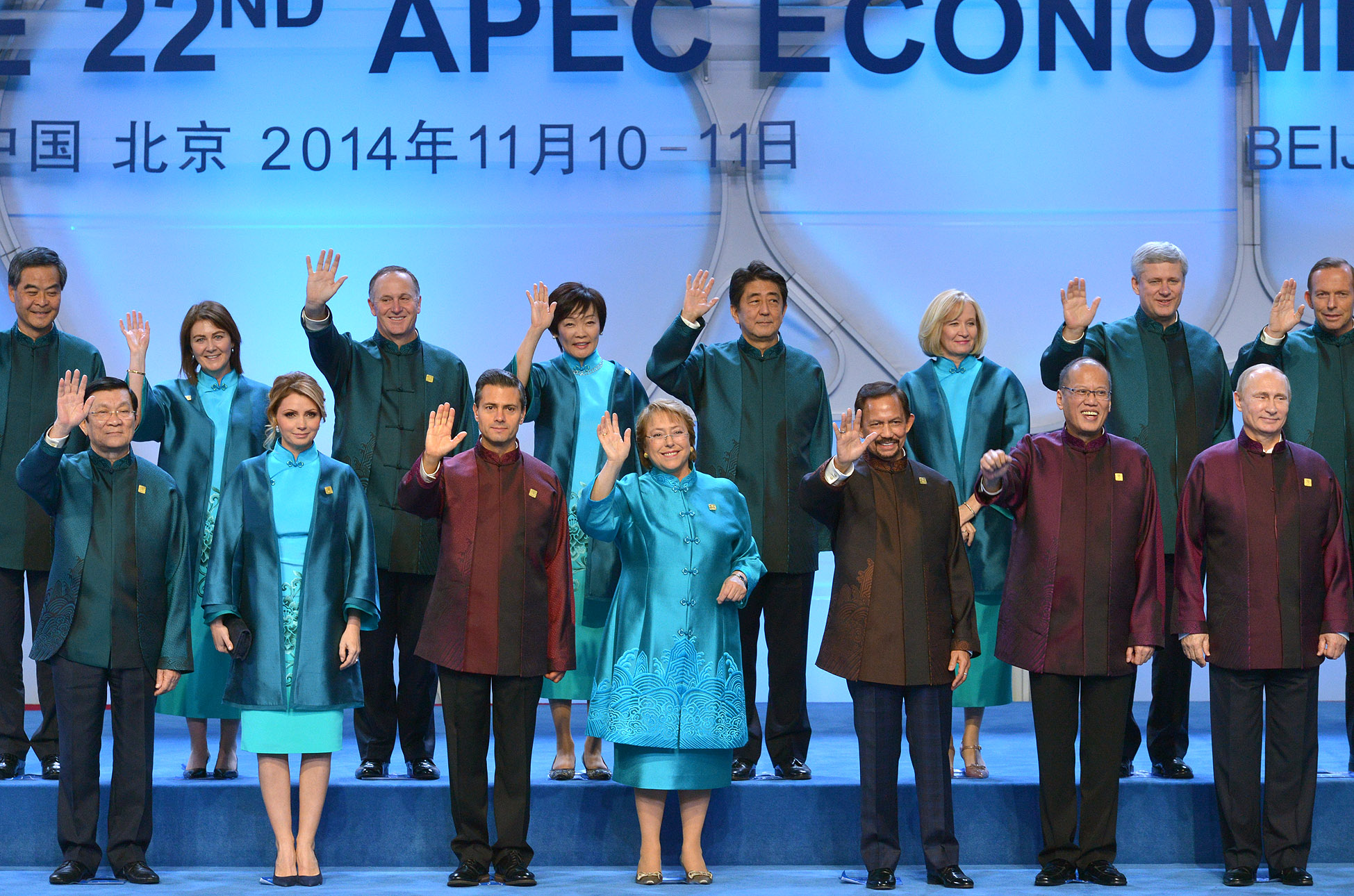
APECでマオカラースーツを着用する安倍晋三ら各国首脳（2014年、北京）

マオカラースーツ (Mao-collar suit) とは、立襟の背広服の上下一揃いをいう。ブレザーと同じく略礼装と見なされる。

## 概要
「マオ」は中国の毛沢東（英語名：Mao Zedong）に由来する。日本国外で国民服、学生服に似せた背広を制作したのが始まりだと言われている。日本では上下一揃いで着用するが、日本国外ではスラックスを昼夜の礼服に変えたり、チノ・パンツやジーンズに変えたりと、その限りではない。英語圏ではインドのジャワハルラール・ネルーがよく着ていた立襟の上着にちなんでネルージャケット（英: Nehru jacket）と呼ぶ。ネルーが着ていた服は1940年代以降にインドで開発された。インド人の政治家や官僚の中には、イギリス風の背広よりもインド風の服を着ようという者がいたが、従来のアチュカン（英: Achkan）などの上着は長さが膝まであり機能的ではなく、アチュカンの丈を腰あたりで切って背広風にしたものがネルージャケットの由来とされる。インドでは礼服などとして用いられるようになり、1960年代以降に東洋への関心が高まる欧米にも導入された。中国では『中国立襟の人民服』（中: 中华立领中山装）などと呼ばれている。
日本では馴染みの薄い服装であり、見た目の形状が国内では著名な学生服（学ラン）に類似していることから「学ラン（みたいな）スーツ」と形容する言い方をされることがある。好んで着用するのは政治家の羽田孜・雄一郎親子、マジシャンのMr.マリック、料理研究家の服部幸應、建築士・怪談家の稲川淳二、プロレスラーの橋本真也、俳優の毒蝮三太夫や篠井英介、暴力団関係者といった、特殊な業種に就く者たちが殆どであり、一般人には全くといっていいほど浸透していない。俳優の着用者は役柄の都合で着用するという要素もある。ビジネスパーソンとしてはアジア有数の大富豪である馬雲（アリババ創業者）が愛用していることでも知られ、ファッション・デザイナーの小西良幸はマオカラー愛好者をマオラーと呼んでいる。

## 基本的な構成

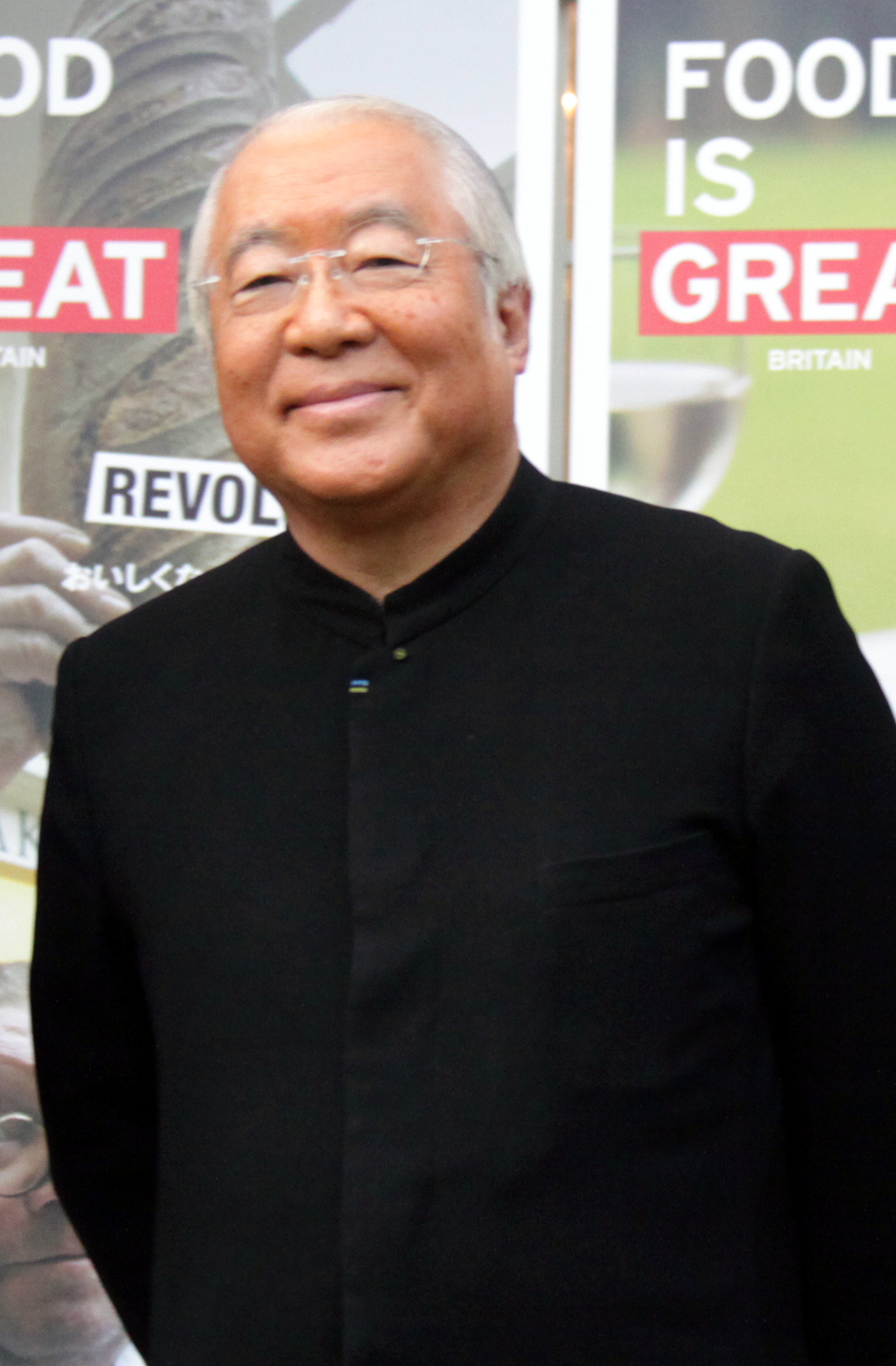
マオカラースーツを着用した服部幸應

背広
マオカラースーツは、その形状の都合でビジネススーツとしての常用には向かない。
慶弔事での着用が多いため、色は黒または濃紺の物が多い。ただし、一部の著名人・暴力団関係者・愛好家などが着用することも多いため、グレー・茶・紫・赤・ベージュなどといったカジュアルな色の物も存在する。
生地は羅紗、カシミヤ、ドスキン、ウーステッド、絹、モヘヤなど。ノーベント（センターベンツ・サイドベンツでない、つまり背中や両脇に切り込みが入っていない）が最もフォーマルに相応しい。
慶事は拝みボタンか普通のボタン（くるみボタンにしても良い）
弔事は普通のボタン（くるみボタンにしても良い）
袖口は本切羽ならより正装に相応しい。
スラックス
スラックスはシングルかモーニング・カット（ダブル―折り返しではない）。
上着と共地のものを着用する。
ウェストコート
マオカラースーツでは不要。
ワイシャツ
マオカラースーツ着用時、シャツは見えないため、厳密なルールはないが、スタンドカラーの白無地のシャツを着用することが多い。
レギュラーカラーのシャツも可。
カラーステイ
マオカラースーツでは使用しないのが通例である。
ネクタイ・カラーピン・ネクタイピン・スティックピン・スタッドボタン
シャツが見えないため、マオカラースーツでは基本的にネクタイを着用しない。遵って、必然的にネクタイピン等も使用しない。そのため、スタッドボタンを使用することは稀である。
カフリンクス
カフリンクスは慶事では昼閒は真珠か白蝶貝を使ったもの、夜間はオニキスか黒蝶貝のものなど、フォーマルでは台座が銀かグレーを用いる。チェーン式、紐式、ゴム・布・プラスチック製、台座が金の物は用いない
弔事では付けないか、銀台に黒オニキスか黒蝶貝のものなど。光沢のある物は控える。
ポケットチーフ
ポケットチーフは慶事では白かシルバーグレーの無地でスリーピークス、麻・綿・絹の中で絹が最もフォーマルとされている。
弔事では差さないか、黒無地をTVホールドにして入れる。光沢のある物は控える。
法事では差さないか、黒無地か鈍色をTVホールドにして入れる、光沢のある物は控える。
ドレスグローブ
ドレスグローブはウェストコートに合わせる、白・グレーで、革製または布製、甲の部分に三つ山のピンタックがあるもの
弔事は填めないか、濃灰か黒を填める。
ベルト
ベルトは革製で無地の黒の尾錠止め。バックル仕様や布製のベルトは使わない。金具はシルバーが望ましい。
真ん中の穴に合わせる。
幅の広すぎたり、細すぎたりするベルトもスーツには合わないので避ける（3cm - 2.5cm位が目安）。
サスペンダー
慶事は白黒の縞柄か白のサスペンダー。
弔事は黒のサスペンダー
アームバンド
アームバンドはフック式とスプリング式がある。
金具は色を合わせる。
革靴
革靴は黒色紐付き靴。種類はストレートチップかプレーントゥ（プレーン・トゥの場合、通常は外羽根式だが、内羽根式の方がフォーマル）。
靴底は革。
靴紐は正式には蝋引の丸紐（平紐でも構わない）。
厳密にする必要はないが、トゥはポインテッド・トゥかラウンド・トゥがフォーマルとされている。
羽根飾りは無いもの。
縫い目は内縫い。
結び目はパラレルかシングル。
はき口の高さはオクスフォードとハイライザー。
コバが張ってなく底が薄いもの。
金属が付いた物は使わない。
夜はオペラ・パンプスか上記の靴でも良い（慶事のみ）。
靴下
慶事は黒無地のロングホーズ。または、白黒の縞柄。
弔事は黒無地。
透ける薄さの靴下は避ける。
ハンカチ
ハンカチはネクタイの色に合わせる。
慶事は問わない。
弔事は白無地か黒無地。
法事は白無地か黒無地か無地の鈍色、ネイビーや紺色、勝色などの黒に近い強い青。
マフラー
マフラーは慶事では白の絹。
弔事では黒。
帽子
無帽または黒のソフト帽、ミルキー (帽子)、ホンブルグ・ハット、山高帽、シルクハット、オペラハットのいずれか。
弔事では帽子の羽根は外す。
外套
黒・紺のチェスターフィールド・コートかインバネスコート、スタンドカラーコート。
弔事では皮革・毛皮は避けること。
時計
慶事では、鎖の付いた銀色の懐中時計を着用。金色は認められない。またはドレスウォッチか無地の黒革のベルトと銀の尾錠の銀色の腕時計。
弔事では付けないか、無地の黒革のベルトと銀の尾錠の銀色の腕時計を着用。
アナログ時計の方がフォーマルだとされる。
薄い文字盤（10mm - 13mm辺り）、小さいケース（30mm - 38mm辺り）の方が目立ちにくく、腕から取りやすくなる。
文字盤は白の方が一般的で無難。
服装の合わせ方
金属・革は色を合わせる（革は黒、金属は銀が無難）。
艶消しも可。
糸の縫い目・ボタンの色は服の色に合わせる。
柄は基本は無地。
ポケットは蓋無し、貼り付けないポケットが正式。
ポケットは外は蓋を出しておき、室内に入ったら蓋を仕舞っておく。初めから蓋を仕舞っておくのも可能。

## その他の装飾品
- ボタンカバー
- ラペルピン
- フラワーホルダー
- ハットピン
- チーフポインター
- 眼鏡
  - レンズが小さく、薄く、フレームが細いサイズを選ぶ。メタルフレームでフルリムが無難。
- ネクタイリング
- 風呂敷
  - 慶事は赤や桃色。
  - 弔事は紺や青、灰色。
  - 両用は紫。
- 袱紗
  - 風呂敷に合わせる。

## 画像

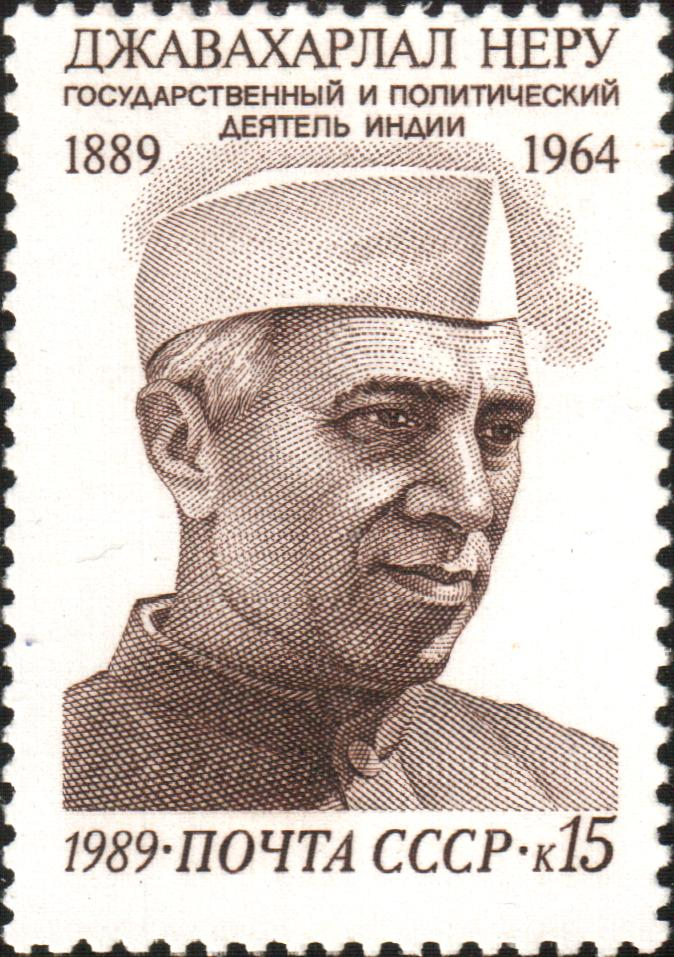
マオカラースーツを着用するジャワハルラール・ネルー
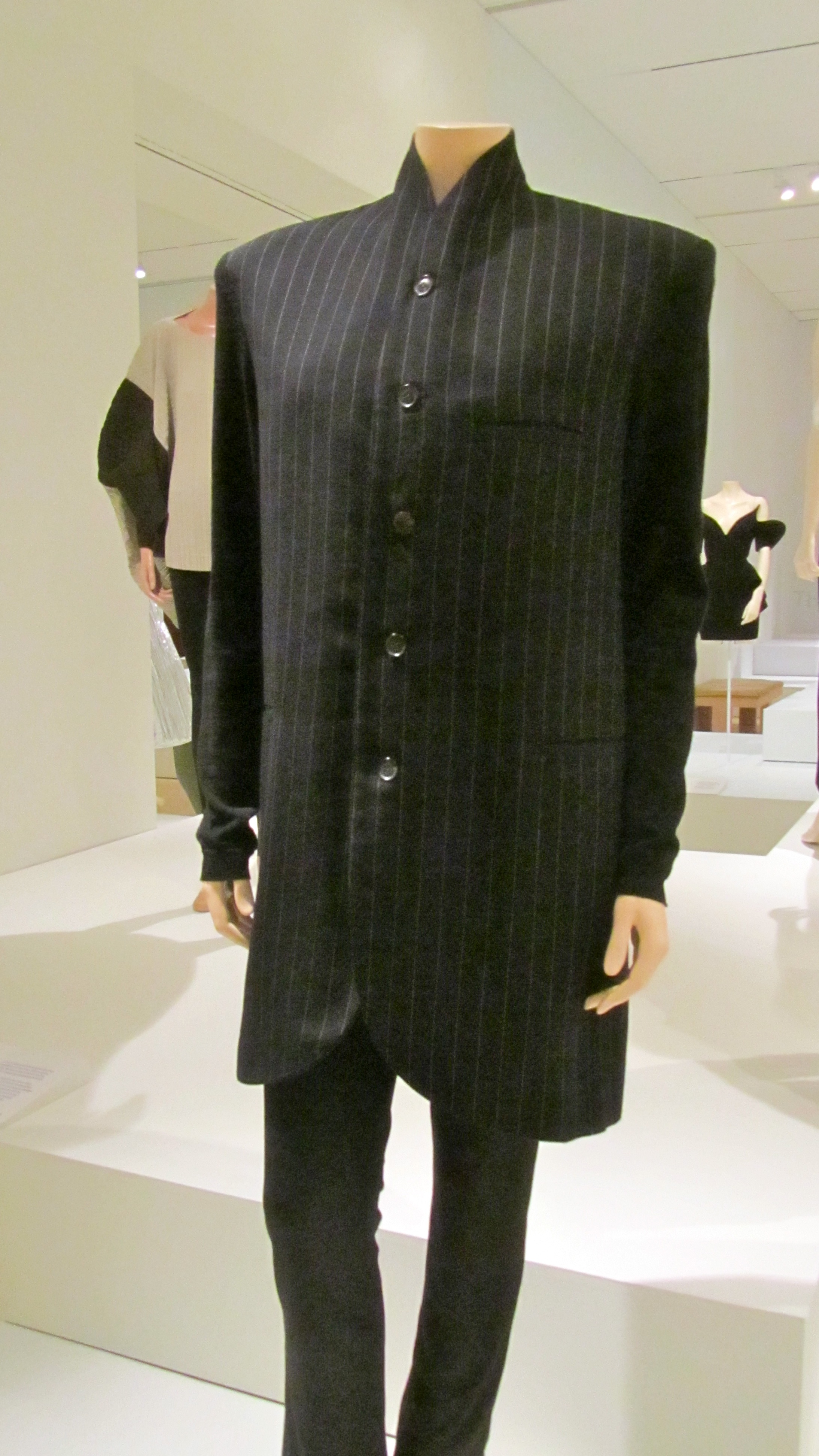
山本耀司デザインのピンストライプのマオカラースーツ、1990年代のもの
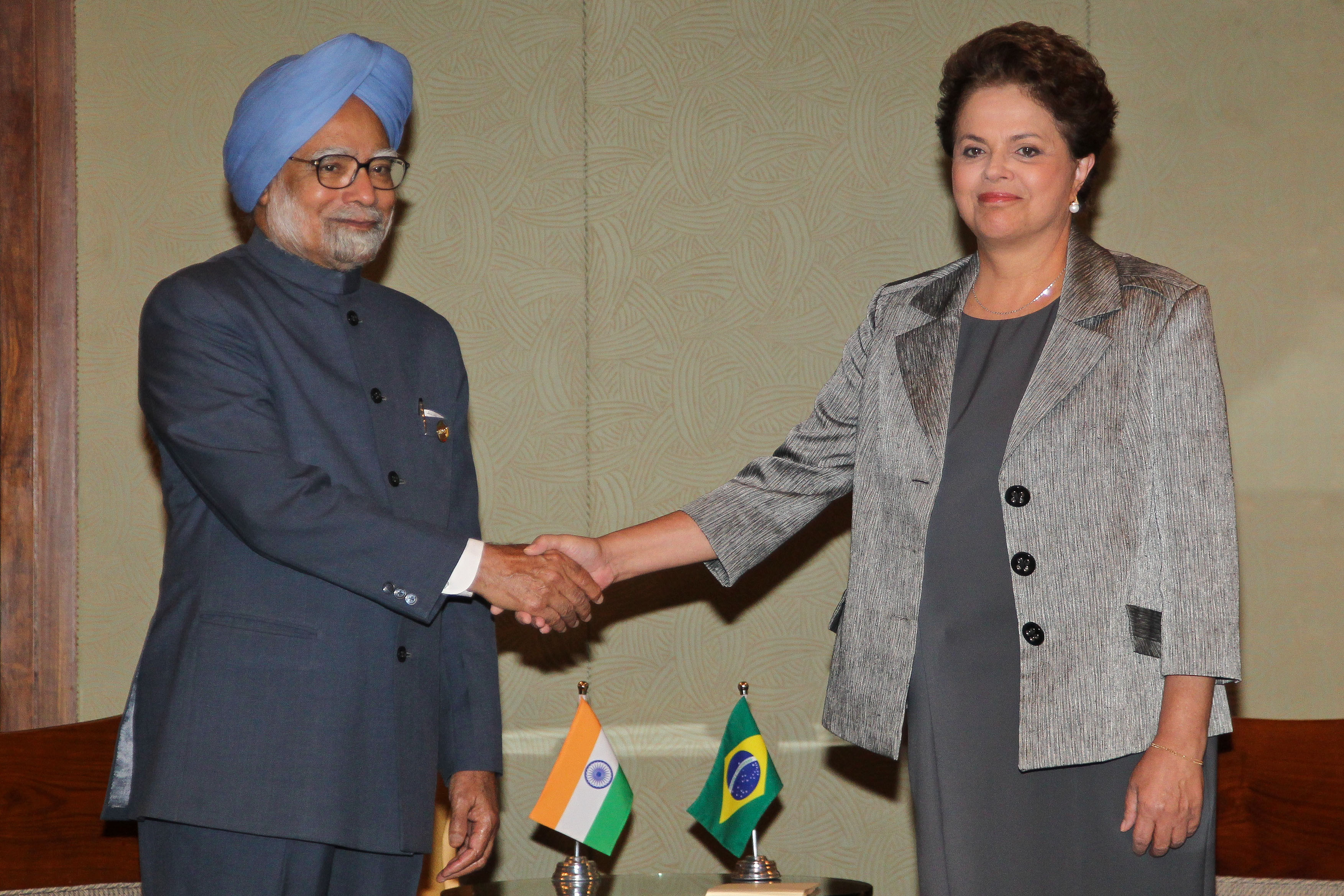
マオカラースーツを着用するマンモハン・シン
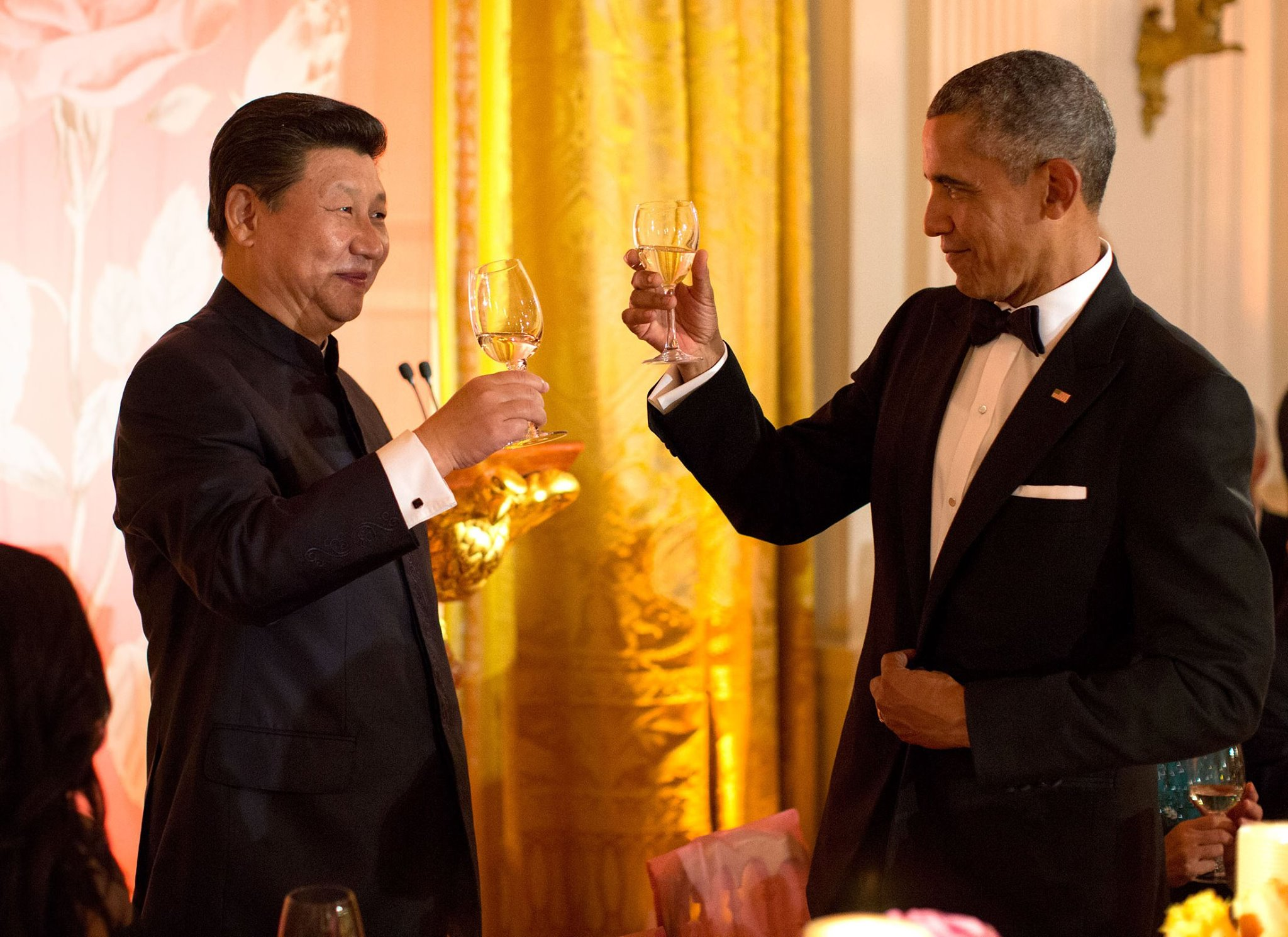
マオカラースーツを着た習近平